# Pseudorhaetus oberthuri
Pseudorhaetus oberthuri is een keversoort uit de familie vliegende herten (Lucanidae). De wetenschappelijke naam van de soort is voor het eerst geldig gepubliceerd in 1899 door Planet.